# Kaspar von Nostitz
Kaspar I. von Nostitz-Tzschocha (ur. 1430, zm. ok. 1490) – dowódca wojsk zaciężnych zakonu krzyżackiego podczas wojny trzynastoletniej, następnie Hauptmann (zwierzchnik) Görlitz i Budziszyna oraz śląski Feldhauptmann (hejtman polny).

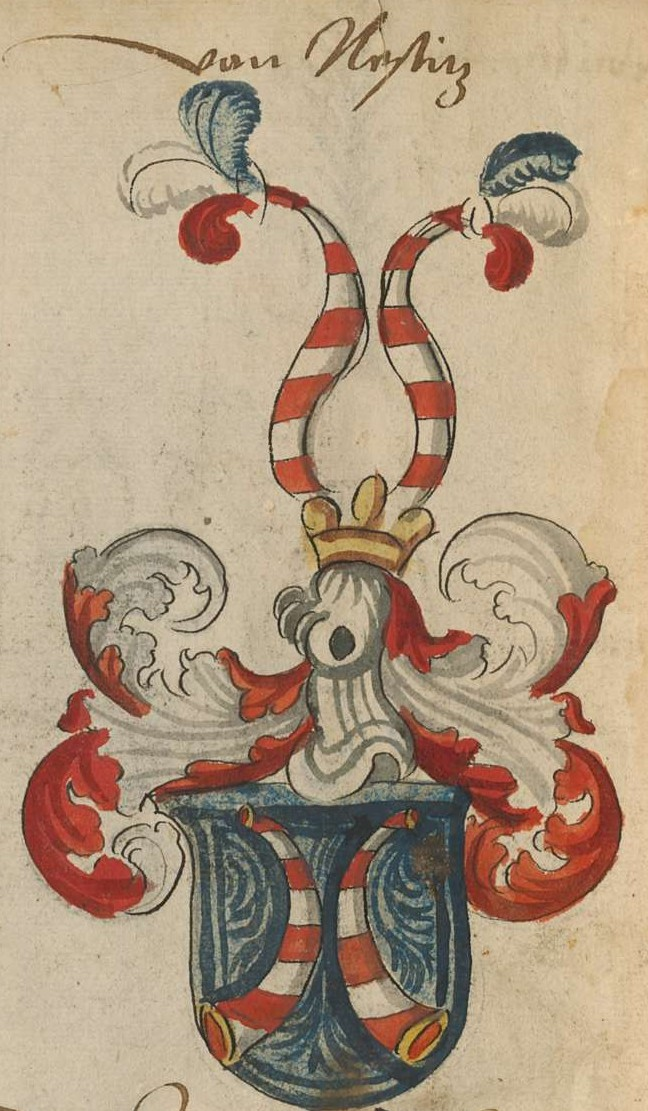
Herb Nostitzów wg XV-wiecznego kodeksu

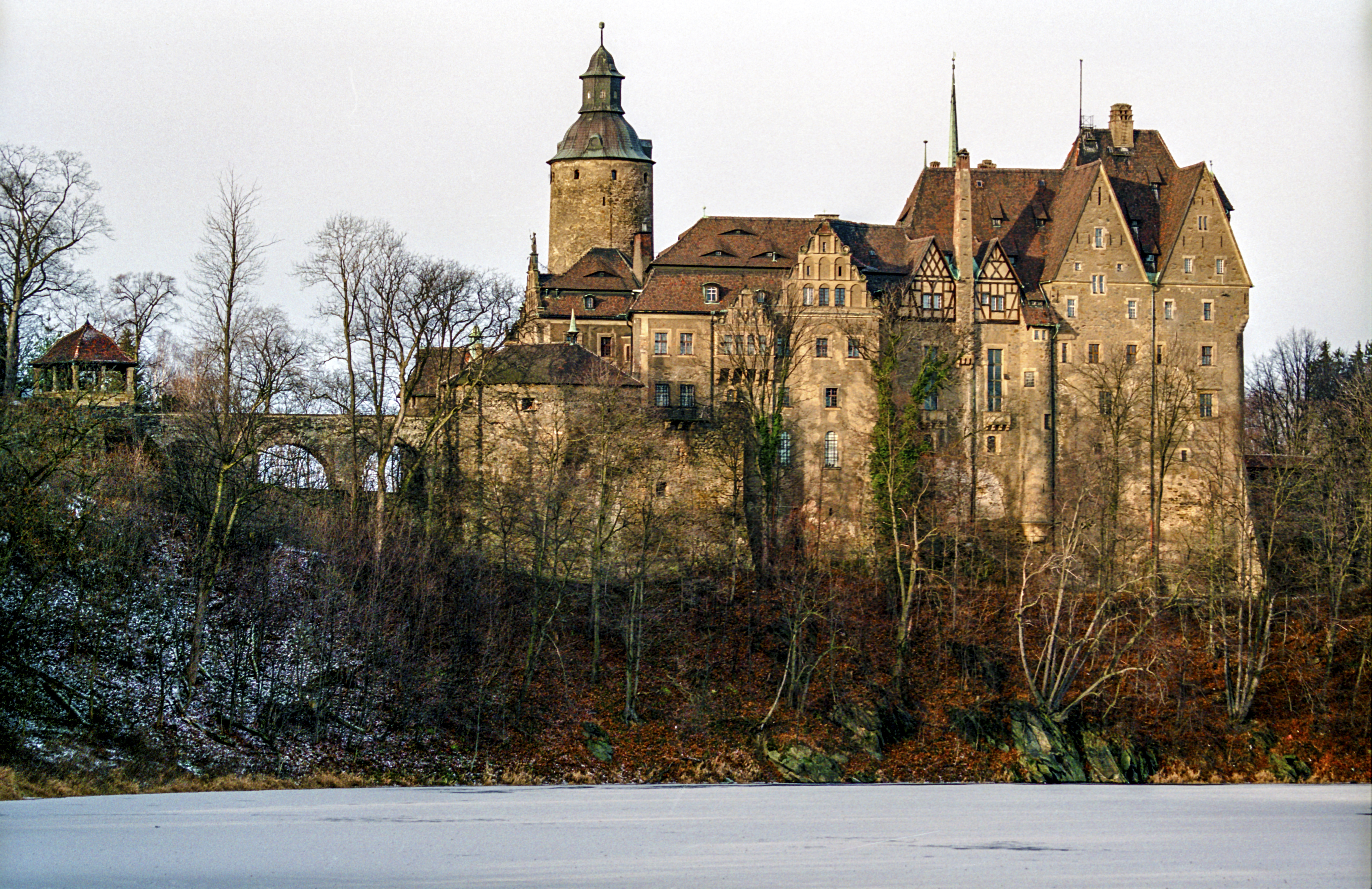
Zamek Czocha na Dolnym Śląsku

Od 1451 roku był w posiadaniu zamku Czocha. W 1454 roku udał się do na tereny zakonu krzyżackiego w Prusach. W tym samym roku brał udział w bitwie pod Chojnicami. Był dowódcą sił krzyżackich zajmujących Chojnice na Pomorzu Gdańskim. W 1462 roku brał udział w bitwie pod Świecinem, w której rycerstwo polskie pokonało Krzyżaków, jednak udało mu się zbiec po klęsce. Przez trzy miesiące bronił Chojnic przed oddziałami polskimi do 28 września 1466 r. Po drugim pokoju toruńskim w 1466 roku nie otrzymał od Krzyżaków obiecanego wynagrodzenia i zwrotu kosztów na zaciąg żołnierzy. Następnie udał się na Dolny Śląsk i Górne Łużyce, gdzie m.in. uczestniczył w wojnie pomiędzy zwolennikami króla Węgier Macieja Korwina i czeskiego króla Jerzego z Podiebradów.
Zmarł około 1490 roku.